# Anisotremus davidsonii
Anisotremus davidsonii е вид лъчеперка от семейство Haemulidae. Видът е незастрашен от изчезване.

## Разпространение и местообитание
Разпространен е в Мексико и САЩ.
Среща се на дълбочина от 3 до 10 m, при температура на водата около 20,6 °C и соленост 34,2 ‰.

## Описание
На дължина достигат до 58 cm.
Продължителността им на живот е около 15 години.